# Ga Hương Phố
Ga Hương Phố là một nhà ga xe lửa trên tuyến đường sắt Bắc Nam thuộc địa phận tỉnh Hà Tĩnh, tiếp nối sau ga Chu Lễ và trước ga Phúc Trạch. Ga toạ lạc tại khối 12, thị trấn Hương Khê, huyện Hương Khê.
Ga Hương Phố cách ga Vinh 67 km về phía bắc, cách ga Yên Trung 46 km về phia bắc, cách ga Đồng Lê 50 km về phía nam và cách ga Đồng Hới gần 136 km về phía nam. Lý trình ga: Km 386 + 180.